# Roxie Cotton
Roxie Cotton (Bensalem, 1º ottobre 1983) è una wrestler statunitense.
È meglio nota per il suo lavoro in federazioni come la NCW Femmes Fatales, la JAPW e la Women Superstars Uncensored (WSU) dove è stata campionessa di coppia con Annie Social come le "The Betdown Betties".

## Carriera nel wrestling

### Women Superstars Uncensored
Ha debuttato per la WSU il 22 settembre 2007 in un match contro Alere Little Feather ma ha perso per sottomissione. Più tardi quella sera ha anche perso un match contro Becky Bayless. Ha continuato a perdere in WSU perdendo anche contro Jana e Mercedes Martinez il 22 dicembre 2007. La versione originale delle "Betdown Betties" è nata l'8 marzo 2008 quando Roxie si è alleata con Rick Cataldo con lo scopo di vincere il loro primo match per la WSU ma furono subito sconfitti dalla debuttante Awesome Kong. Più tardi quella sera ha fatto coppia con Annie Social perdendo contro il team di Jana, Latasha e Alere Little Feather. Ha anche lottato nel 2008 King and Queen of the Ring Tournment lottato in coppia con Zombie ma venendo eliminati nel primo turno da Jana e Danny Demanto. Il giorno dopo ha lottato nella seconda edizione del Women's J-Cup Tournment ma è stata eliminata nel primo turno da Angel Orsini.
Il 21 giugno 2008 Roxxie, in coppia con Rick Cataldo, ha ottenuto la sua prima vittoria sconfiggendo il team delle Soul Sisters (Jana e Latasha) e Missy Sampson e Alere Little Feather. Più tardi quella sera hanno avuto un'altra vittoria contro le Soul Sisters. Il 16 agosto 2008 ha ottenuto la sua prima title shot al WSU Championship quando ha preso parte ad un Fatal 4 Way che oltre alla campionessa Angel Orsini ha visto come partecipanti anche gli altri membri delle Betdown Betties Rick Cataldo e Annie Social. Il 22 agosto 2008 ha vinto un altro match, questa volta contro la debuttante Trixie Lynn. Più tardi quella sera ha preso parte ad un Triple-Threat Match che ha visto coinvolti anche Rick Cataldo e Nicole Matthews. L'atleta Canadese, comunque, è stata in grado di eliminare entrambe le Betdown Betties. Il giorno dopo Nicole Matthews e Roxie Cotton si sono incontrate in un singles match ma ancora una volta Roxie ne è uscita sconfitta.
L'11 ottobre 2008 Roxie Cotton e Annie Social hanno sconfitto nell'ordine i team di Melissa Coates e Trixxie Lynn, Miss April e Malia Hosaka e il team di Amy Lee e Missy Sampson nelle finali diventando le prime WSU Tag Team Champions. Il 29 novembre 2008 le Betdown Betties di Roxie Cotton e Annie Social hanno effettuato la loro prima difesa dei titoli contro le Souls Sisters Jana e Latasha. Il 10 gennaio 2009 le Betdown Betties sono state sconfitte dal team di Amy Lee e della debuttante Taylor Wilde perdendo così i titoli. Più tardi quella sera, però, Annie Social e Roxie Cotton sono state in grado di rivincere i titoli vincendo un Fatal 4 Way Tag Team Match che ha visto coinvolti anche il team di Taylor e Amy. Il loro secdondo regno, comunque, non è durato molto visto che il Team di Miss April e Brooke Carter è stato in grado di sconfiggere le Betdown Betties il 7 febbraio 2009. Il 7 marzo 2009 hanno invocato la clausola di rimatch ma non sono state in grado di riprendersi i titoli. Il 10 aprile 2009 Roxie Cotton ha preso parte nuovamente al Women's J-Cup Tournment ma è stata eliminata nel primo turno da una metà delle campionesse di coppia Miss April. Il giorno dopo ha preso parte al secondo King and Queen of the Ring Tournment ma è stata eliminata nel primo turno da Annie Social e Bison Bravado. Il 6 giugno 2009 Annie Social e Roxie Cotton hanno sconfitto il team di Rick Cataldo e Sean Hanson per ottenere i pieni diritti sul nome "Betdown Betties".
Il 14 agosto 2009 Roxie Cotton ha preso parte al Torneo per decretare la prima WSU Spirit Champion. Nel primo round ha lottato con Amber ma queste due sono arrivate ad un pareggio per limite di tempo a 10 minuti quindi entrambe sono arrivate in finale. In un Fatal 4 Way Elimination Match Latasha ha vinto lo Spirit Championship sconfiggendo Jana, Amber e Roxie Cotton. Il 22 agosto 2009 ha lottato un'altra volta con Amber, questa volta in un #1 Contender's Match per lo Spirit Championship ma è stata sconfitta. Più tardi quella sera ha sfidato Rick Cataldo ad un Loser Leaves WSU Match e Rick Cataldo ha vinto. Da allora Roxie Cotton non è mai più apparsa per la WSU.

### Divisione femminile della JAPW (2009-presente)
Roxie Cotton è stata parte del primo show della JAPW Women's Division il 10 gennaio 2010. Nel suo primo match ha lottato contro Sassy Stephie ed è stata in grado di ottenere la vittoria per sottomissione dopo aver applicato il suo Cotton Mouth. Ha poi iniziato una winning streak in JAPW in quanto nel secondo show, che ha preso luogo il 9 maggio 2009, è stata in grado di sconfiggere la sua rivale Brooke Carter. Allo Show JAPW "Halloween Hell" ha ottenuto la sua prima title shot al JAPW Women's Championship di Sara Del Rey il 17 ottobre 2009. Ha sofferto così la sua prima sconfitta in JAPW perdendo questo match. Il 9 gennaio 2010 è tornata nella JAPW Women's Division sconfiggendo la debuttante Niya dopo aver lanciato una Open Challange.

### NCW Femmes Fatales (2009-presente)
Roxie Cotton ha anche preso parte al primo show della NCW Femmes Fatales che ha preso piede il 5 settembre 2009. Ha preso parte ad un Fatal 4 Way Elimination Match che ha visto coinvolte anche Anna Minoushka, Mary Lee Rose e Kalamity. Durante questo match si è alleata con Mary Lee Rose ma è stata poi sorpresa da un Roll-Up della stessa Mary che l'ha fatta arrabbiare tantissimo e di conseguenza le ha spruzzato uno spray negli occhi, turnando heel di conseguenza. Doveva prendere parte al secondo show il 6 febbraio 2010 dove avrebbe dovuto far coppia con La Parfaite Caroline contro il team di Mary Lee Rose e Karen Brooks ma a causa di una bufera di neve non ha potuto prendere l'aereo. Dopo aver saltato quindi due show ha fatto il suo ritorno nella nCw Femmes Fatales nel Volume 4 dove ha fatto coppia con Anastasia Ivy in un tag team match perdendo contro Karen Brooks e la sua rivale Mary Lee Rose.

## Nel wrestling
- Mossa finale
  - Cotton Mouth[6](Arm Trap Crossface)
- Signature moves
  - Arm Drag
  - Back Elbow
  - Choke
  - Knee Smash
  - Northern Lights Suplex
  - Running Clothesline in the Corner
  - Shoot Kick

## Titoli e riconoscimenti
- Women Superstars Uncensored
  - WSU Tag Team Champions (2 volte)[7]